# Grosphus simoni
Espèce
Grosphus simoni est une espèce de scorpions de la famille des Buthidae.

## Distribution
Cette espèce est endémique de la région d'Analanjirofo à Madagascar. Elle se rencontre vers Soanafindra.

## Description
Le mâle holotype mesure 54,2 mm.

## Étymologie
Cette espèce est nommée en l'honneur d'Eugène Simon.

## Publication originale
- Lourenço, Goodman & Ramilijaona, 2004 : « Three new species of Grosphus Simon from Madagascar (Scorpiones, Buthidae). » Revista Ibérica de Aracnología, no 9, p. 225-234 (texte intégral).